# Неведомский, Николай Васильевич
Никола́й Васи́льевич Неведо́мский (19 [30] марта 1791, Зобнино, Тверское наместничество — 1853, Москва) — русский писатель

, стихотворец, ротмистр, помещик; участвовал в журналах и альманахах в 1815—1852 годах. Известна эпиграмма на Неведомского, которую многие ошибочно приписывали Пушкину («Неведомский поэт, не ведомый никем, печатает стихи, неведомо зачем»). На самом деле её автором был П. И. Колошин, литератор, общественный деятель, активный участник первых декабристских организаций.

## Биография
Николай Неведомский родился предположительно 19 (30) марта 1791 в деревне Зобнино (ныне — в Кашинском городском округе Тверской области). Его матерью была крепостная крестьянка «дворовая» Василия Зубова Мария Емельяновна. Брат — Василий, родился в 1799 году.
В конце 1805 года поступил на службу в Капитул Российских орденов, где получил чин коллежского регистратора, затем продолжил службу в Сенате.
С началом Отечественной войны 1812 года он оставил гражданскую службу и в августе 1812 года определился корнетом во 2-й волонтерный казачий барона Боде полк, в составе которого принимал участие в боевых действиях под Ригой в ноябре-декабре 1812 года и в верхней Саксонии в августе 1813 года. В сентябре 1813 года вступил в летучий отряд А. С. Фигнера, отличившись во многих его боях. В битве под Дессау был ранен и взят в плен, по возвращении из которого был переведён в чине поручика в гусарский полк принца Оранского (в 1815 г.). С 1817 года штаб-ротмистр в Стародубском кирасирском полку. В апреле 1821 года оставил военную службу в чине ротмистра.
Проживал в Москве и в имении матери в селе Зобнино Кашинского уезда Тверской губернии. Не позднее 1825 года женился на Анне Андреевне Герасимовой, с которой стал отцом 13 детей (в порядке рождения) — Мария, Василий, Прасковья, Александр, Дмитрий, Софья, Анна, Наталья, Владимир, Ольга, Александра, Константин, Евдокия. В 1830 году на аукционе купил имение Подобино в Бежецком уезде Тверской губернии, которое стало родовым гнездом семьи Неведомских. Большую часть времени посвящал литературному творчеству и хозяйственным вопросам. Участвовал в общественной жизни Тверской губернии, в начале 1840-х годов возглавлял дворянскую оппозицию новому тверскому губернатору А. П. Бакунину. Скончался в 1853 году в Москве.

## Литературная деятельность
Неведомский был весьма плодовитым литератором, но даровитостью, прежде всего в поэтическом творчестве, не отличался. Издатель и друг Неведомского, П. А. Плетнёв так характеризовал его творчество: «Все стихи Неведомского — дрянь. Но его отрывки „О партизанах разных наций“ — чудно хороший статьи!» и «Что, если бы Неведомский провёл свой век как я, между Жуковским и Пушкиным! Какого писателя увидела бы в нем Европа! Теперь он самоучка, не более». На литературное поприще он выступил ещё в 1812 году в качестве поэта-патриота; сравнительно большей известностью он пользовался как баснописец. Написал также немало песен, поэм, сатир и т. п.; в более поздние годы больше писал прозой.
Неведомский печатался в следующих журналах:
- «Телескоп»,
- «Молва»,
- «Современник»,
- «Москвитянин» и др.[8]

Значительное количество произведений Неведомского имеется и в отдельных изданиях, например:
- К Русским на всеобщее вооружение (СПб., 1812),
- Басни и сказки (СПб., 1822),
- Воин-поэт (М., 1819),
- Стихотворения. Кн. I: песни и романсы (М., 1821),
- Энеида — комическая поэма (СПб., 1828),
- Лирические поэмы (СПб., 1828),
- Партизаны — описательная поэма (СПб., 1829),
- Деньги — сатира (СПб., 1833)[8].

Из статей, напечатанных в «Современнике» (в 1840-х гг.), в свое время обращали на себя внимание: Отрывки из истории партизан Пиренейского полуострова, Очерк Испании, Начальники Гверильясов, Три последние главы из истории Гверильясов, Поэзия партизанской войны, Последнее сражение Фигнера, и др.